# Miltonia kayasimae
Miltonia kayasimae är en orkidéart som beskrevs av Guido Frederico João Pabst. Miltonia kayasimae ingår i släktet Miltonia och familjen orkidéer. Inga underarter finns listade i Catalogue of Life.

## Bildgalleri

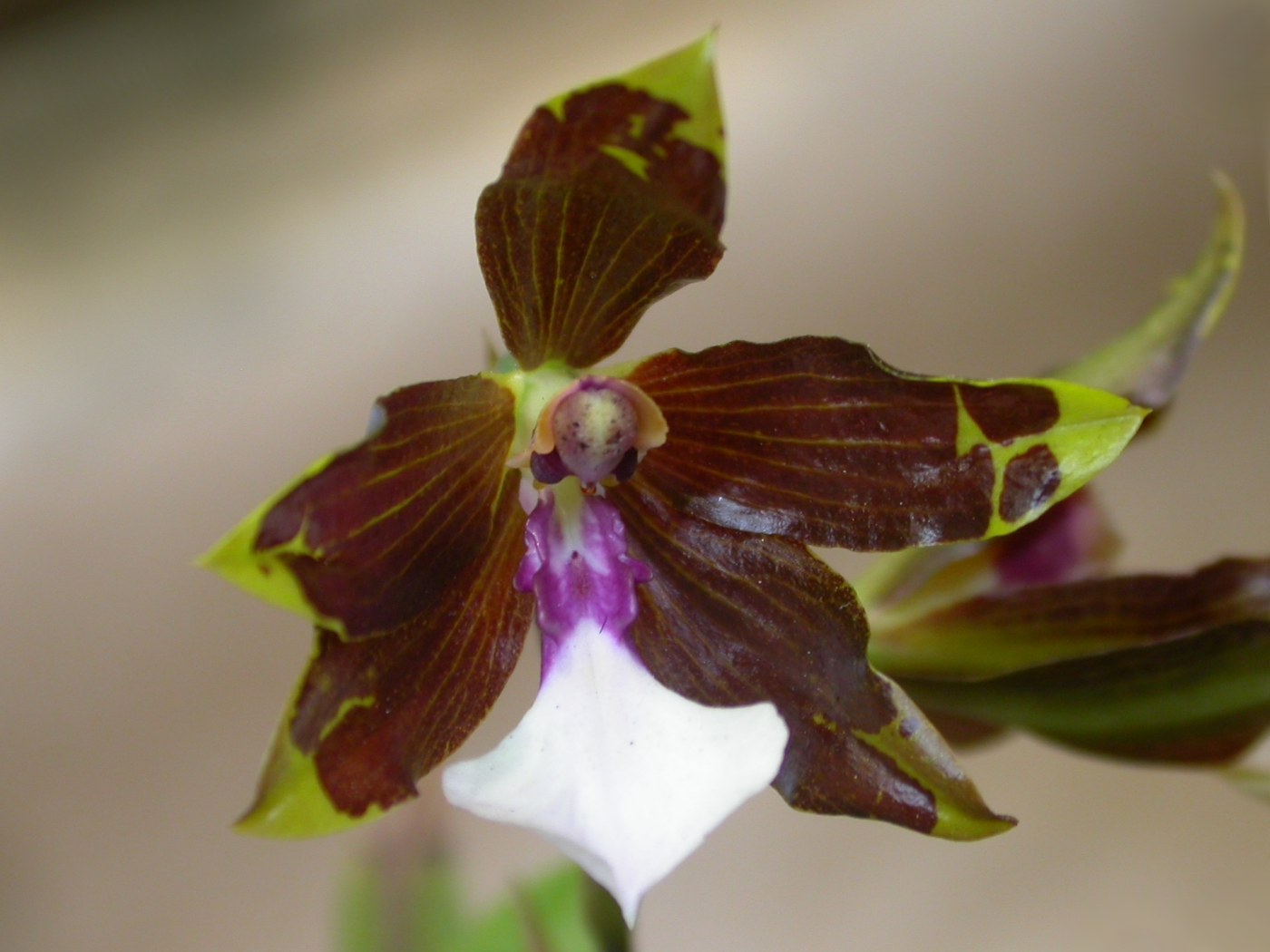